# Commune de Oru
La commune de Oru (en estonien : Oru vald) est une  ancienne municipalité rurale d'Estonie située dans le Comté de Lääne. Elle s'étend sur 197,8 km2
et a 880 habitants(01.01.2012).
La commune de Lääne-Nigula est créée en fusionnant les communes de Oru, Risti et de Taebla à la suite des élections municipales du 20 octobre 2013.

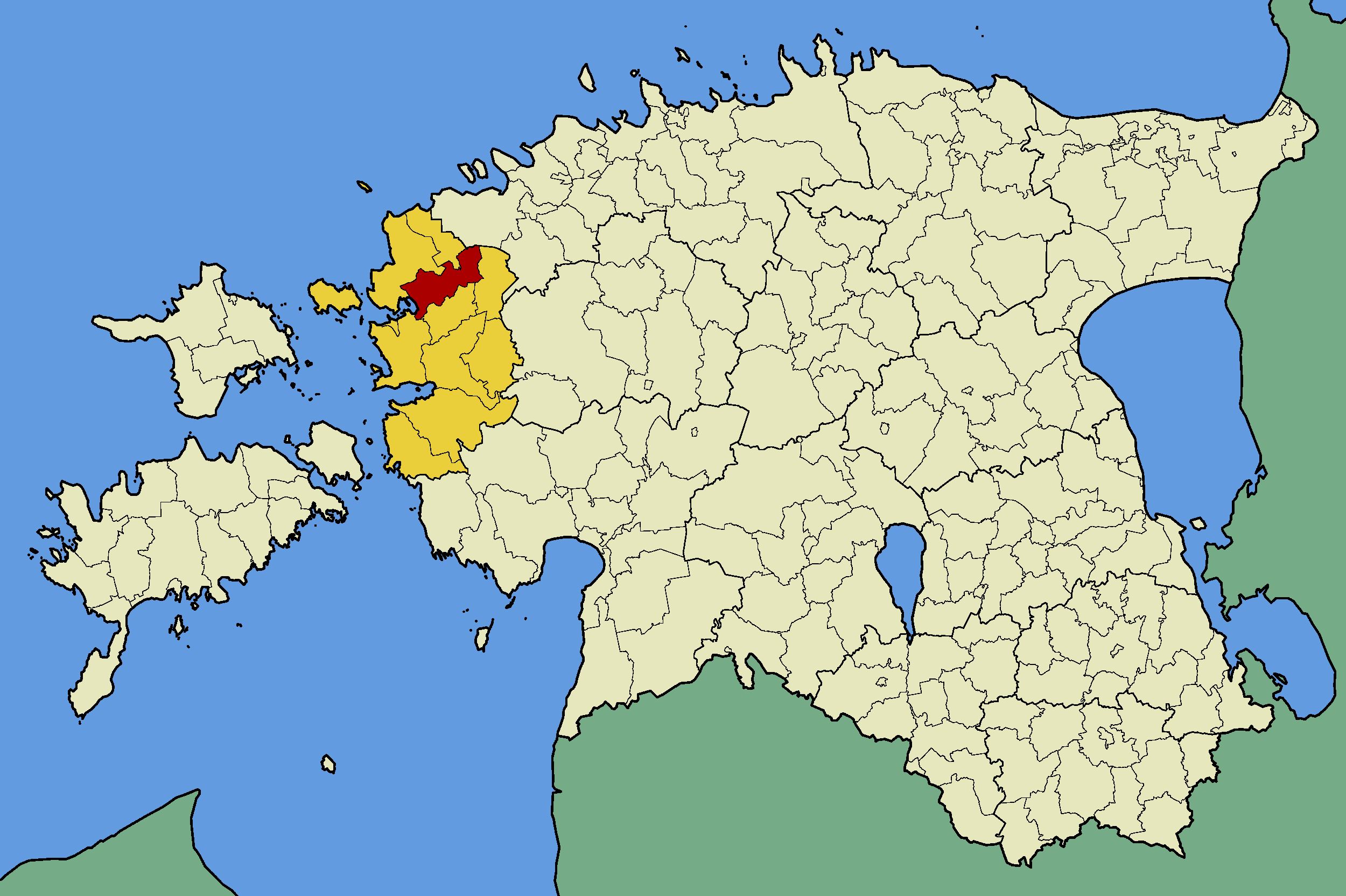
Commune de Oru (rouge), dans le Comté de Lääne (jaune).

## Municipalité
La municipalité comprend 15 villages:

### Villages
Auaste, Ingküla, Jalukse, Keedika, Kärbla, Linnamäe, Niibi, Oru, Mõisaküla, Salajõe, Saunja, Seljaküla, Soolu, Uugla, Vedra.